# Liste der Pfarren im Dekanat Maria Taferl
Das Dekanat Maria Taferl ist ein Dekanat der römisch-katholischen Diözese St. Pölten.
Es umfasst 18 Pfarren.

## Pfarren mit Kirchengebäuden und Kapellen
| Ort                    | Pfarrverband | Seit    | Patrozinium                   | Kirchengebäude und Kapellen                                                 | Bild |
| ---------------------- | ------------ | ------- | ----------------------------- | --------------------------------------------------------------------------- | ---- |
| Altenmarkt im Yspertal |              | 1313    | Hl. Magdalena                 | Pfarrkirche Altenmarkt im Yspertal                                          |      |
| Artstetten             |              | 1718    | Hl. Jakobus der Ältere        | Pfarrkirche Artstetten                                                      |      |
| Dorfstetten            |              | 1681    | Hl. Ulrich                    | Pfarrkirche Dorfstetten                                                     |      |
| Ebersdorf              |              | 1336    | Hl. Blasius                   | Pfarrkirche Lehen Filialkirche Leiben, Gedächtniskapelle Weitenegg          |      |
| Gottsdorf              |              | 12. Jh. | Hll. Petrus und Paulus        | Pfarrkirche Gottsdorf                                                       |      |
| Kleinpöchlarn          |              | 1664    | Hl. Othmar                    | Pfarrkirche Klein-Pöchlarn                                                  |      |
| Laimbach am Ostrong    |              | 1336    | Hl. Margareta                 | Pfarrkirche Laimbach am Ostrong                                             |      |
| Marbach an der Donau   |              | um 1400 | Hl. Martin                    | Pfarrkirche Marbach an der Donau                                            |      |
| Maria Taferl           |              | 1784    | Schmerzhafte Mutter Gottes    | Wallfahrtskirche Maria Taferl                                               |      |
| Münichreith am Ostrong |              | 1144    | Hl. Nikolaus                  | Pfarrkirche Münichreith am Ostrong                                          |      |
| Neukirchen am Ostrong  |              | 1784    | Mariä Himmelfahrt             | Pfarrkirche Neukirchen am Ostrong Älteste Wallfahrtskirche des Waldviertels |      |
| Nöchling               |              | 1681    | Hl. Jakobus der Ältere        | Pfarrkirche Nöchling                                                        |      |
| Persenbeug             |              | 1789    | Maria, Königin aller Heiligen | Pfarrkirche Persenbeug                                                      |      |
| Pisching               |              | 1784    | Hl. Urban                     | Pfarrkirche Pisching                                                        |      |
| Pöbring                |              | 1784    | Hl. Bartholomäus              | Pfarrkirche Pöbring                                                         |      |
| Pöggstall              |              | 12. Jh. | Hl. Anna                      | Pfarrkirche Pöggstall Filialkirche Würnsdorf                                |      |
| St. Oswald             |              | 1160    | Hl. Oswald                    | Pfarrkirche St. Oswald (Niederösterreich)                                   |      |
| Ysper                  |              | 1787    | Hl. Laurentius                | Pfarrkirche Ysper                                                           |      |

Dechanten
- Johann Grülnberger, seit 2015 Pfarrer in Dorfstetten[1]